# Pleopeltis tridens
Pleopeltis tridens är en stensöteväxtart som beskrevs av John Smith. Pleopeltis tridens ingår i släktet Pleopeltis och familjen Polypodiaceae. Inga underarter finns listade.